# Kloster Osterholz

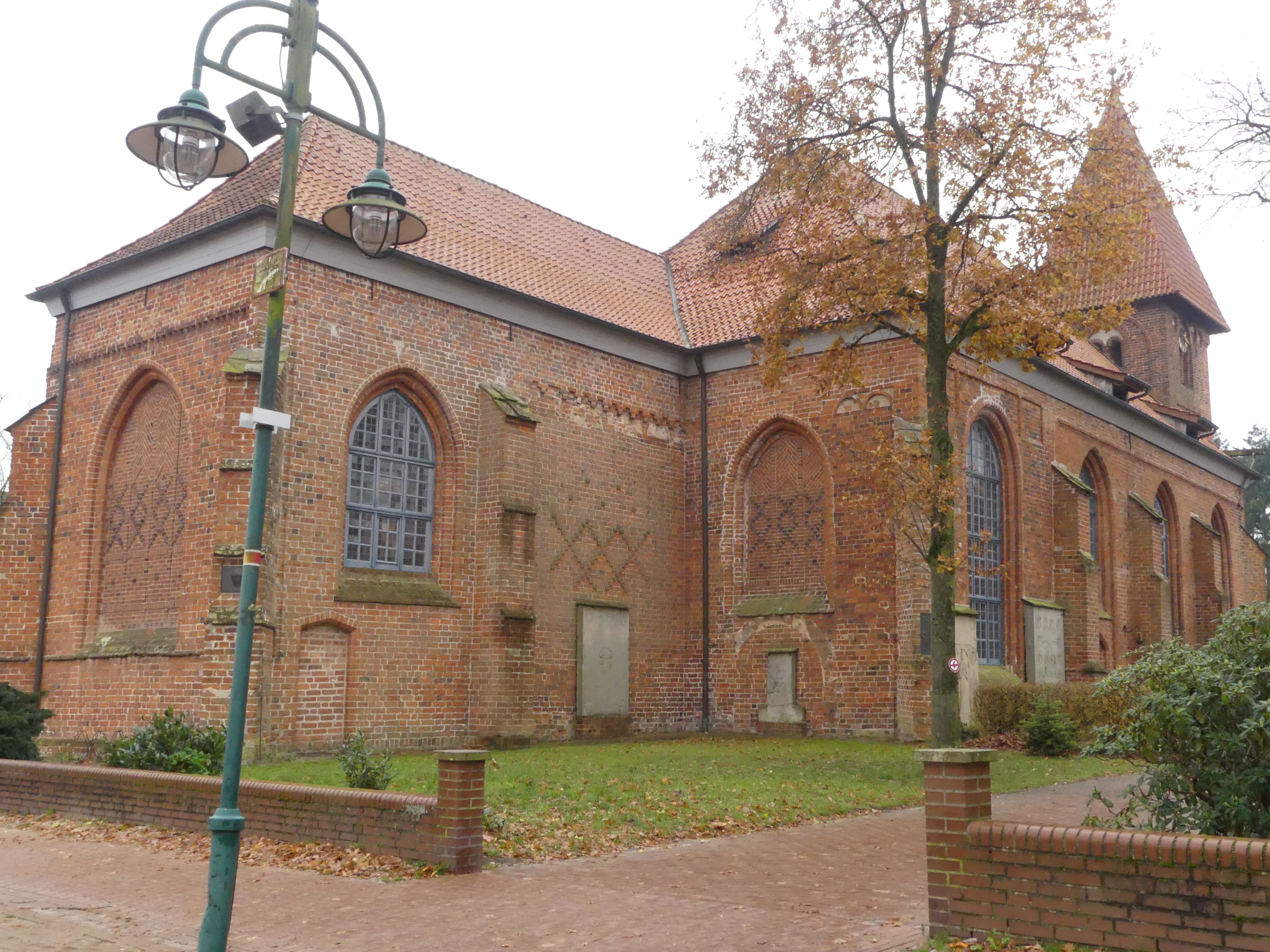
Klosterkirche

Das Kloster Osterholz in der niedersächsischen Stadt Osterholz-Scharmbeck, Ortsteil Osterholz, Findorffstraße 14–16, Ecke Klosterplatz und Mühlenstraße, stammt vom Ende des 12. Jahrhunderts. Aktuell (2025) wird es auch als Kirche und Gemeindezentrum genutzt.
Die Gebäude stehen unter Denkmalschutz (siehe auch Liste der Baudenkmale in Osterholz-Scharmbeck).

## Geschichte und Beschreibung
Das Benediktinerinnenkloster Osterholz wurde 1182 durch den Bremer Erzbischof Siegfried I. von Anhalt gegründet. Sein Nachfolger Hartwig II. von Utlede übertrug 1185 dem Kloster auch das Patronat über die Kirchengemeinde in Scharmbeck. Erster Propst war Eylhardus. Das Kloster war anfänglich ein Doppelkloster für Männer und Frauen, wurde aber ab 1202 nur noch als Nonnenkloster bezeichnet. Abgabepflichtig war die Börde Scharmbeck. Das Kloster verfügte wahrscheinlich über einen unterirdischen Fluchtweg.
1345 brannte das Kloster ab, lediglich die Klosterkirche überstand und wurde wiederaufgebaut. 1513 wurde das Kloster mit dem Gut Sandbeck belehnt. 1518 erwarb es mit dem Zehnten aus etwa 120 Ortschaften hohe Jahreseinkünfte. Nach 1522 breitete sich die Reformation im Kloster aus und 1537 gab es hier evangelische und katholische Nonnen. Das Kloster war von 1525 bis 1537 verwaist. Ab 1550 leitete mit Joachim Hincke († 1580) erstmals ein protestantischer Propst das Kloster. Im Dreißigjährigen Krieg wurde das Kloster fünf Mal geplündert und war von 1630 bis 1633 vorübergehend katholisch, bis es die lutherische Nonne Domina Anna von Marschalck wieder leitete. 1650 lösten die Schweden, die das Herzogtum Bremen als Lehen regierten, das Kloster auf und gaben Osterholz als Lehen an den hessischen Landgrafen Friedrich, Schwager des Schwedenkönigs Karl X. und Generalmajor in der schwedischen Armee. Den 16 Nonnen und 14 Novizinnen wurde Wohnrecht auf Lebenszeit und eine Jahresrente gewährt. Sie unterrichteten noch die Kinder des Ortes. 1710 wurde im ehemaligen Pförtnerhaus des Klosters eine Schule eingerichtet.
Der alte Friedhof auf den Klostergelände wurde 1766/68 ersetzt durch den Osterholzer Friedhof  im Klosterholz.
Die Klosteranlage besteht noch aus
- der Klosterkirche St. Marien von 1186 bis 1197 (Weihe) und Umbau von 1345 zur zweischiffigen Hallenkirche,[3]
- dem eingeschossigen Hospital und der Klosterherberge von 1562 (Inschrift) als Backsteinbau mit ziegelgedecktem Satteldach im rechten Winkel zur Klosterkirche, sowie mit zeitgleich entstandenem nördlichen Vorbau mit Sandsteinrelief; Probst Hincke mit Domina Jutta Freese errichteten die Herberge für Kranke und Arme, das spätere Martin-Luther-Haus, 1566 in ein kirchliches Pflegeheim für neun Pflegebedürftige umgewandelt,[4]
- der östlichen Klostermauer von um 1150 aus großformatigen Backsteinen, mit regelmäßigen Stützpfeilern.[5][6]

Beim Kloster und im Amtsbezirk stehen zudem:
- das Amtsgericht Osterholz-Scharmbeck von 1858, Klosterplatz 1,[7]
- das ehemalige Amtshaus Osterholz von 1735, Klosterplatz 2[8]
- die Schule (Förderzentrum) Am Klosterplatz/Mühlenstraße, zweigeschossiger Backsteinbau mit Walmdach (ohne Denkmalschutz),
- Museumsanlage der Kulturstiftung Landkreis Osterholz auf dem Wirtschaftshof mit Heimatmuseum, Mitmachmuseum, Vogelmuseum und das Museum für Schifffahrt und Torfabbau, u. a. Findorff-Haus von 1753,
- das Café St. Marien, Findorffstraße 18 (ohne Denkmalschutz),
- der Christophorusbrunnen in Bronze von 2005 vom Bildhauer Waldemar Otto (Worpswede); Christophorus soll das Jesuskind auf den Schultern über einen Fluss getragen haben; hier stand bis 2001 die Amtslinde.

Das Landesdenkmalamt befand u. a.: „… Einen markanten Punkt in der Ortssilhouette setzt die ehemalige Klosterkirche St. Marien im Zentrum von Osterholz …“